# 해밀턴 타이거-캐츠
| 해밀턴 타이거-캐츠 | |
| 디비전             | 이스트 디비전 |
| 설립연도           | 1950년 |
| 해체연도           | |
| 역사               | 해밀턴 타이거-캐츠 (1950년~현재)                                                                                              |
| 경기장             | 팀 홀튼 필드 |
| 연고지             | 온타리오주 해밀턴 |
| 구단주             | 밥 영 |
| 단장               | 켄트 오스틴 |
| 감독               | 켄트 오스틴 |
| 디비전 우승        | 19회 (1953, 1957, 1958, 1959, 1961, 1962, 1963, 1964, 1965, 1967, 1972, 1980, 1984, 1985, 1986, 1989, 1998, 1999, 2013, 2014) |
| 그레이 컵 우승     | 8회 (1953, 1957, 1963, 1965, 1967, 1972, 1986, 1999)                                                                          |
| 영구 결번          | 10, 68 |

해밀턴 타이거-캐츠(Hamilton Tiger-Cats)는 캐나다 온타리오주 해밀턴을 연고지로 하는 CFL의 이스트 디비전 소속팀이다.